# Senegalgalago
De Senegalgalago (Galago senegalensis) is een kleine halfaap uit de familie der galago's (Galagidae). De wetenschappelijke naam van de soort werd voor het eerst geldig gepubliceerd door Étienne Geoffroy Saint-Hilaire in 1796. Het is een van de meest algemene Afrikaanse primaten.

## Uiterlijke kenmerken
De Senegalgalago heeft een ronde kop met een korte snuit, grote ogen en grote gepunte oren (2,5 tot 5,5 centimeter), lange ledematen en een lange staart, die langer is dan de rest van het lichaam. De zachte vacht is voornamelijk grijs tot bruingrijs van kleur. De flanken en ledematen zijn gelig van kleur, en de onderzijde is wittig. Om de ogen zitten zwarte vlekken. Van het voorhoofd tot de snuit loopt een lichte streep. De ogen zijn roodachtig van kleur. De staart heeft vrij korte haren, met langere haren aan het uiteinde.
De Senegalgalago heeft een kop-romplengte van 15 tot 17 centimeter, een staartlengte van 19,5 tot 30 centimeter en een lichaamsgewicht van 112 tot 300 gram. Een oog van een Senegalgalago weegt meer dan zijn hersenen.

## Verspreiding en leefgebied
De Senegalgalago komt algemeen voor in een grote verscheidenheid aan habitats, in droge bos- en struikgebieden en beboste savannes, voornamelijk begroeid met onder andere Acacia, en soms ook in bergbossen tot op een hoogte van 2000 meter. Hij ontbreekt in open vlakten. De Senegalgalago komt voor op de noordelijke en oostelijke savannes, van Senegal tot Soedan, Ethiopië, Kenia en Noord-Tanzania. In Oost-Afrika grenst het verspreidingsgebied met dat van de verwante Zuid-Afrikaanse galago (Galago moholi) en andere galagosoorten. Het is echter niet bekend waar deze grens loopt en hoeveel overlap er is tussen de soorten.

## Leefwijze
De Senegalgalago leeft voornamelijk in bomen en struiken, maar hij waagt zich ook op de grond. Hij is de gehele nacht door actief. De Senegalgalago eet zowel dierlijk materiaal: verscheidene ongewervelde dieren, hagedissen, jonge vogeltjes en eieren, als plantaardig materiaal: gom, vruchten, zaden en boomsappen. Insecten worden snel en behendig gegrepen. Zowel stilzittende, lopende als vliegende insecten worden gegrepen. Overdag schuilt hij in een holle boom, tussen takken of in een zelfgebouwd nest van bladeren en twijgen.
De Senegalgalago leeft in familiegroepjes, geleid door een dominant ouder mannetje. Soms slaapt de hele familie op dezelfde slaapplek. Het markeren van het territorium wordt voornamelijk gedaan door het dominante mannetje, soms ook door vrouwtjes. Een geurstof uit een klier op de borst wordt hierbij gewreven langs takken en stammen. Ook wordt urine achtergelaten. Jongen worden geboren in een nest, waar ze de eerste tien dagen in blijven. Soms maken ze een uitstapje op de rug van hun moeder. Na vier maanden zijn de jongen volgroeid.

## Ondersoorten
De soort heeft de volgende vier ondersoorten:
- Galago senegalensis senegalensis É. Geoffroy, 1796 – komt voor van Senegal tot noordelijk Oeganda.
- Galago senegalensis braccatus Elliot, 1907 – komt voor in het hoogland van Kenia en noordoostelijk Tanzania.
- Galago senegalensis dunni Dollman, 1910 – komt voor in Eritrea, Ethiopië en Somalië.
- Galago senegalensis sotikae Hollister, 1920 – komt voor in Kenia, Tanzania en het zuiden van Oeganda.